# Harmony (Indiana)
Harmony es un pueblo ubicado en el condado de Clay en el estado estadounidense de Indiana. En el Censo de 2010 tenía una población de 656 habitantes y una densidad poblacional de 339,98 personas por km².

## Geografía
Harmony se encuentra ubicado en las coordenadas 39°32′1″N 87°4′24″O / 39.53361, -87.07333. Según la Oficina del Censo de los Estados Unidos, Harmony tiene una superficie total de 1.93 km², de la cual 1.93 km² corresponden a tierra firme y (0%) 0 km² es agua.

## Demografía
Según el censo de 2010, había 656 personas residiendo en Harmony. La densidad de población era de 339,98 hab./km². De los 656 habitantes, Harmony estaba compuesto por el 97.56% blancos, el 0.76% eran afroamericanos, el 0% eran amerindios, el 0.3% eran asiáticos, el 0% eran isleños del Pacífico, el 0.91% eran de otras razas y el 0.46% pertenecían a dos o más razas. Del total de la población el 1.22% eran hispanos o latinos de cualquier raza.